# Conrad Christian August Böhndel

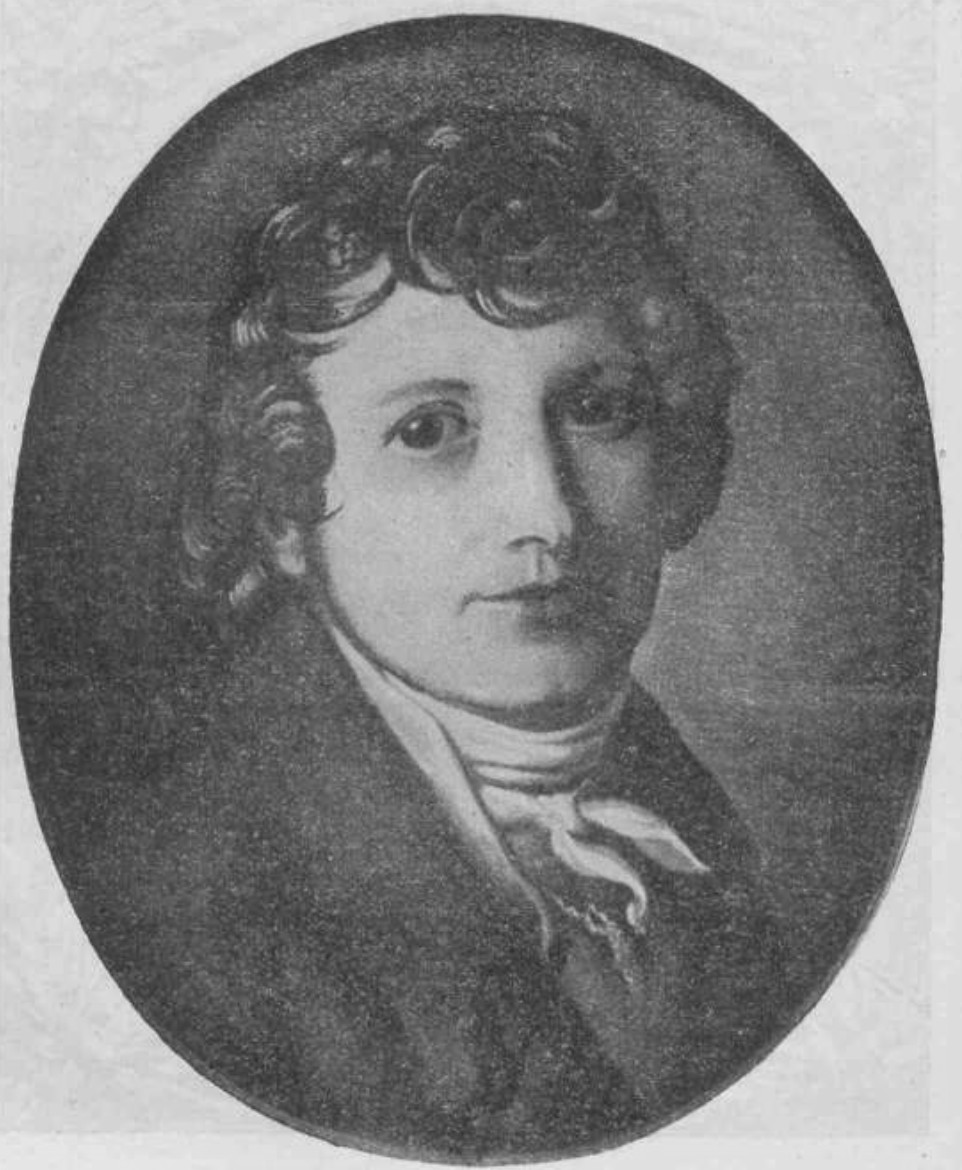
Conrad Christian August Böhndel (Selbstporträt)

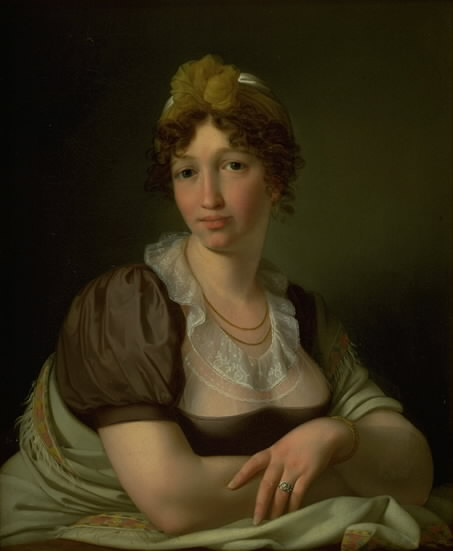
Ölgemälde Madam Grønland (1813), Statens Museum for Kunst

Conrad Christian August Böhndel (dänisch Bøhndel; * 7. März 1779 in Store Tønde, Hostrup Sogn, Tønder Kommune; † 19. Dezember 1847 in Schleswig) war ein dänischer Maler und Lithograf. 

## Leben
Böhndel besuchte seit 1796 die Königlich Dänische Kunstakademie in Kopenhagen, wo er sich mit Caspar David Friedrich und Philipp Otto Runge anfreundete. Mit einem dänischen Stipendium reiste er 1802 nach Dresden und 1805 nach Rom, wo er sich bis Ende 1809 überwiegend als Kopist betätigte. Seit 1811 war er in Kopenhagen als Porträtmaler tätig. 1813 wurde er zwar Mitglied der Akademie, doch als die Ernennung zum Hofmaler ausblieb, verließ er Kopenhagen und wurde in Schleswig ansässig, wo er als Porträtmaler und Lithograf tätig wurde.

## Werk
Als Porträtmaler trat Böhndel erstmals mit einem Porträt Caspar David Friedrichs in Erscheinung, das leider verschollen ist. Mit seinen Bildnissen, die von Jens Juel beeinflusst sind, genoss er in Kopenhagen beträchtliches Ansehen. Seine eigentliche künstlerische Leistung besteht jedoch in der bildlichen Wiedergabe des sog. Bordesholmer Altars im Schleswiger Dom, die in einem überaus langwierigen, mühsamen und kostspieligen lithografischen Verfahren bei Speckter & Herterich sowie in der Flensburger Steindruckerei von Johann Friedrich Fritz erstellt als Mappenwerk erschien. Die Einladung zur Subskription sowie Probeblätter hatte Böhndel mit der Bitte um Beurteilung an Goethe nach Weimar geschickt, der Böhndels Vorhaben in der Zeitschrift Über Kunst und Altertum eine unvoreingenommene und wohlwollende Rezension widmete.